# Comandante en jefe de la Armada de Chile
El comandante en jefe de la Armada de Chile es la más alta autoridad de la institución naval. Ha tenido diferentes denominaciones a través del tiempo y ellas han sido desempeñadas tanto por civiles como oficiales de ejército y navales, chilenos y extranjeros. Su actual titular es el almirante Fernando Cabrera Salazar , quién asumió el cargo el 18 de junio de 2025.

## Historia
Durante el período de los comandantes generales de Marina (1817-1897), el cargo era ejercido normalmente por el propio Gobernador o Intendente de Valparaíso. En ocasiones, el comandante general de Marina era un funcionario civil o bien un oficial naval de menor gradación que aquel que comandaba la Escuadra. Esto se debe a que ese cargo era de carácter más bien administrativo y logístico.
Sin embargo, a contar de 1897, al crearse la Dirección General de Marina, todas las fuerzas navales, Direcciones Superiores y establecimientos terrestres, pasaron a depender de ésta, terminando la injerencia del Gobierno en el mando de la Escuadra, detentando el director general de la Armada normalmente el más alto rango entre los oficiales, el de vicealmirante.
Tras un breve período en que se instituyó el cargo de inspector general de la Armada (1927- 1932), siendo el mando ejercido por la autoridad política del ministro de Marina, se retomó la antigua denominación de director general de la Armada, hasta el año 1938, en que se adoptó la actual denominación de comandante en jefe de la Armada. Desde 1962, quien ejerce dicho cargo recibe el grado de almirante.
La lista que se presenta a continuación posee, sin duda, algunas omisiones involuntarias, producto de no encontrarse datos completos y fidedignos en algunos períodos, particularmente en situaciones de conflicto interno o externo, en especial en el período de organización de la República y la Guerra contra España.

## Lista de comandantes en jefe de la Armada de Chile
Los comandantes en jefe de la Armada desde la creación del cargo en 1812, han sido los siguientes:

### Primera etapa 1812-1817: Gobernadores de Valparaíso
| Retrato | Rango            | Nombre                             | Inicio | Final |
| ------- | ---------------- | ---------------------------------- | ------ | ----- |
|         | Coronel          | Francisco de la Lastra de la Sotta | 1812   | 1814  |
|         | Teniente coronel | Rudecindo Alvarado                 | 1817   |       |
|         | Coronel          | Francisco de la Lastra de la Sotta | 1817   |       |

### Segunda etapa 1818-1897: Comandantes Generales de Marina
| Retrato | Rango                          | Nombre                              | Inicio        | Final |
| ------- | ------------------------------ | ----------------------------------- | ------------- | ----- |
|         | Capitán de Marina de 1.º Clase | Manuel Blanco Encalada              | junio de 1818 | 1821  |
|         | Coronel                        | José Ignacio Zenteno                | 1821          | 1825  |
|         | General                        | Francisco de la Lastra de la Sotta  | 1825          | 1829  |
|         | General                        | José María de la Cruz Prieto        | 1829          | 1831  |
|         | Civil                          | José Matías López Orrego            | 1831          | 1833  |
|         | Civil                          | Diego Portales Palazuelos           | 1833          | 1834  |
|         | Coronel                        | Ramón de la Cavareda Trucios        | 1834          | 1837  |
|         | Coronel                        | Victorino Garrido                   | 1837          | 1842  |
|         | General                        | José María de la Cruz Prieto        | 1842          | 1843  |
|         | Contralmirante                 | Robert Winthrop Simpson             | 1843          | 1844  |
|         | General                        | José Joaquín Prieto Vial            | 1844          | 1845  |
|         | Contralmirante                 | Robert Winthrop Simpson             | 1845          | 1846  |
|         | General                        | José Santiago Aldunate              | 1846          | 1847  |
|         | Vicealmirante                  | Manuel Blanco Encalada              | 1847          | 1852  |
|         | Contralmirante                 | Robert Winthrop Simpson             | 1852          | 1853  |
|         | Civil                          | Julián Riesco Droguett              | 1854          | 1856  |
|         | Civil                          | Domingo Espiñera Riesco             | 1856          | 1858  |
|         | Civil                          | Manuel Valenzuela Castillo          | 1858          | 1859  |
|         | Civil                          | Jovino Novoa Vidal                  | 1859          |       |
|         | General                        | Juan Vidaurre-Leal Morla            | 1859          | 1860  |
|         | Coronel                        | Cornelio Saavedra                   | 1860          | 1861  |
|         | Civil                          | Santiago Aldunate Toro              | 1861          | 1864  |
|         | Civil                          | Juan Ramón Lira                     | 1864          | 1865  |
|         | Civil                          | Vicente Villalón                    | 1865          |       |
|         | Civil                          | Juan Ramón Lira                     | 1865          | 1866  |
|         | Civil                          | Juan de la Cruz Salvo               | 1867          |       |
|         | Capitán de Navío               | José Anacleto Goñi Prieto           | 1867          | 1868  |
|         | Civil                          | Juan Ramón Lira                     | 1868          | 1869  |
|         | Capitán de Navío               | José Anacleto Goñi Prieto           | 1869          | 1870  |
|         | Civil                          | Francisco Echaurren García-Huidobro | 1870          | 1876  |
|         | Civil                          | Eulogio Altamirano Aracena          | 1876          | 1879  |
|         | Contralmirante                 | José Anacleto Goñi Prieto           | 1879          | 1880  |
|         | Civil                          | Eulogio Altamirano Aracena          | 1880          | 1881  |
|         | Capitán de Navío               | Óscar Viel y Toro                   | 1881          | 1883  |
|         | Civil                          | Domingo de Toro Herrera             | 1884          | 1885  |
|         | Contralmirante                 | Juan José Latorre Benavente         | 1886          | 1887  |
|         | Contralmirante                 | Carlos Arnaldo Condell de la Haza   | 1887          |       |
|         | Contralmirante                 | Luis Uribe Orrego                   | 1887          | 1889  |
|         | Almirante                      | Juan Williams Rebolledo             | 1890          | 1891  |
|         | Contralmirante                 | Óscar Viel y Toro                   | 1891          | 1892  |
|         | Contralmirante                 | Francisco Javier Molinas Gacitúa    | 1892          | 1893  |
|         | Contralmirante                 | Luis Anacleto Castillo Goñi         | 1893          | 1897  |

### Tercera etapa 1898-1927: directores generales de la Armada (primera época)
| Retrato | Rango         | Nombre                       | Inicio | Final |
| ------- | ------------- | ---------------------------- | ------ | ----- |
|         | Almirante     | Jorge Montt Álvarez          | 1897   | 1913  |
|         | Vicealmirante | Luis Alberto Goñi Simpson    | 1913   | 1916  |
|         | Vicealmirante | Lindor Pérez Gacitúa         | 1916   |       |
|         | Vicealmirante | Joaquín Muñoz Hurtado        | 1916   | 1922  |
|         | Vicealmirante | Francisco Nef Jara           | 1922   | 1924  |
|         | Vicealmirante | Salustio Valdés Cortés       | 1924   | 1925  |
|         | Vicealmirante | Luis Langlois Vidal          | 1925   |       |
|         | Vicealmirante | Juan Schroeder Peña          | 1925   | 1927  |
|         | Vicealmirante | José Toribio Merino Saavedra | 1927   |       |

### Cuarta etapa 1927-1932: Inspectores generales de la Armada
| Retrato | Rango          | Nombre                          | Inicio | Final |
| ------- | -------------- | ------------------------------- | ------ | ----- |
|         | Vicealmirante  | José Toribio Merino Saavedra    | 1927   | 1928  |
|         | Contralmirante | Felipe Wiegand Rodríguez        | 1928   | 1929  |
|         | Contralmirante | Alejandro García Castelblanco   | 1929   | 1930  |
|         | Vicealmirante  | Hipólito Marchant Morales       | 1930   | 1931  |
|         | Contralmirante | Alejandro García Castelblanco   | 1931   |       |
|         | Vicealmirante  | Hipólito Marchant Morales       | 1931   | 1932  |
|         | Contralmirante | Edgardo von Schröeders Sarratea | 1932   |       |

### Quinta etapa 1932-1938: directores generales de la Armada (segunda época)
| Retrato | Rango          | Nombre                                | Inicio | Final |
| ------- | -------------- | ------------------------------------- | ------ | ----- |
|         | Contralmirante | Carlos Jouanne de la Motte du Portail | 1932   |       |
|         | Contralmirante | Luis Álvarez Jaramillo                | 1932   |       |
|         | Contralmirante | Calisto Rogers Ceas                   | 1932   |       |
|         | Vicealmirante  | Olegario Reyes del Río                | 1932   | 1938  |

### Sexta etapa 1938-Presente: Comandantes en Jefe de la Armada de Chile
| Retrato | Rango         | Nombre                          | Inicio                   | Final                    |
| ------- | ------------- | ------------------------------- | ------------------------ | ------------------------ |
|         | Vicealmirante | Olegario Reyes del Río          | 1938                     |                          |
|         | Vicealmirante | Luis Álvarez Jaramillo          | 1938                     |                          |
|         | Vicealmirante | Julio Allard Pinto              | 1938                     | 1944                     |
|         | Vicealmirante | Vicente Merino Bielich          | 1944                     | 1947                     |
|         | Vicealmirante | Emilio Daroch Soto              | 1947                     | 1948                     |
|         | Vicealmirante | Carlos Torres Hevia             | 1948                     | 1952                     |
|         | Vicealmirante | Danilo Bassi Galleguillos       | 1952                     |                          |
|         | Vicealmirante | Enrique Lagreze Echavarría      | 1952                     | 1954                     |
|         | Vicealmirante | Francisco O'Ryan Orrego         | 1954                     | 1958                     |
|         | Vicealmirante | Leopoldo Fontaine Nakin         | 1958                     | 1962                     |
|         | Almirante     | Hernán Cubillos Leiva           | 1962                     | 1964                     |
|         | Almirante     | Jacobo Neumann Etienne          | 1964                     | 1966                     |
|         | Almirante     | Ramón Barros González           | 1966                     | 1968                     |
|         | Almirante     | Fernando Porta Angulo           | 1968                     | 16 de octubre de 1970    |
|         | Almirante     | Hugo Tirado Barros              | 16 de octubre de 1970    | 3 de noviembre de 1970   |
|         | Almirante     | Raúl Montero Cornejo            | 1970                     | 11 de septiembre de 1973 |
|         | Almirante     | José Toribio Merino Castro      | 11 de septiembre de 1973 | 8 de marzo de 1990       |
|         | Almirante     | Jorge Martínez Busch            | 8 de marzo de 1990       | 14 de noviembre de 1997  |
|         | Almirante     | Jorge Arancibia Reyes           | 14 de noviembre de 1997  | 18 de junio de 2001      |
|         | Almirante     | Miguel Ángel Vergara Villalobos | 18 de junio de 2001      | 18 de junio de 2005      |
|         | Almirante     | Rodolfo Codina Díaz             | 18 de junio de 2005      | 18 de junio de 2009      |
|         | Almirante     | Edmundo González Robles         | 18 de junio de 2009      | 18 de junio de 2013      |
|         | Almirante     | Enrique Larrañaga Martin        | 18 de junio de 2013      | 18 de junio de 2017      |
|         | Almirante     | Julio Leiva Molina              | 18 de junio de 2017      | 18 de junio de 2021      |
|         | Almirante     | Juan Andrés de la Maza Larraín  | 18 de junio de 2021      | 18 de junio de 2025      |
|         | Almirante     | Fernando Cabrera Salazar        | 18 de junio de 2025      | En el cargo.             |